# Martial Valin
Pour les articles homonymes, voir Valin.
Martial Valin (né le 14 mai 1898 à Limoges – mort le 19 septembre 1980 à Neuilly-sur-Seine) est un général d'armée aérienne français, commandant des Forces aériennes françaises libres de juillet 1941 à juin 1944, puis chef d'état-major général de l'armée de l'air française d'octobre 1944 à février 1946. Martial Henri Valin est Compagnon de la Libération.

## Biographie
Martial Valin naît dans le centre de la France, à Limoges (Haute-Vienne). Pendant la Première Guerre mondiale, il s’engage dans les rangs de l’armée française et rejoint le 4e régiment de dragons en 1917.
Il réussit au printemps 1917 le concours d’entrée de l’école d’officiers de Saint-Cyr. En février 1918, il rejoint, avec le grade d’aspirant, le 3e régiment de chasseurs d'Afrique avec lequel il prend part à la bataille de l'Aisne qui suit la bataille du Chemin des Dames ; il y est gazé.
Après la guerre, il sert comme sous-lieutenant au 16e régiment de dragons en 1919, puis, en 1920, passe un an à l’école de cavalerie de Saumur.
Promu lieutenant, il est affecté au 21e régiment de spahis marocains au Levant français puis rejoint le 22e régiment de spahis marocains au Maroc ; avec cette unité, il participe à la guerre du Rif en 1925. Il rejoint l’année suivante à Rambouillet le 4e régiment de hussards dépendant de la quatrième brigade de cavalerie légère.

### De la cavalerie à l’arme aérienne
C’est en 1926 que Martial Valin choisit l’armée de l’air ; d’abord observateur (1927),, il passe pilote dès 1928 et se spécialise dans le bombardement et le vol de nuit.
Promu capitaine en 1929, commandant d'escadrille, il est nommé à l'état-major de la 12e brigade aérienne à Chartres (future base aérienne 122 Chartres-Champhol), au milieu des années 1930 ; il rejoint ensuite le troisième bureau de l’état-major général de l’armée de l’air.
Nommé commandant, affecté à la 33e escadre aérienne en 1938, il vole en 1939 sur Potez 63.
Affecté à la mission militaire française à Rio de Janeiro au début de 1940, il rallie la France libre, mais ne peut rejoindre le Royaume-Uni qu’au début de 1941. Il remplace le vice-amiral Muselier qui a commencé à former les FAFL dès juin 1940. Il lui succède et en devient le chef en juillet 1941. Il crée aussitôt les groupes de chasse Île-de-France et Alsace et les groupes de bombardement Bretagne et Lorraine.
Général de brigade aérienne en août 1941, il prend alors des responsabilités politiques, en étant nommé au Comité national français en qualité de commissaire aux Forces aériennes. Jusqu’en 1944, Valin réorganise successivement le transport aérien militaire français, puis, les unités de parachutistes, à cette époque rattachés à l’armée de l’air.
Envoyé en France, Valin prend la tête de quelques milliers de FFI et participe à la libération de Paris en août 1944.
Promu au grade de général de corps aérien en 1945, il est nommé en mars 1946 chef de la délégation militaire française au comité d’état-major des Nations unies. Il occupe après février 1947 le poste d’inspecteur général de l’armée de l’air où il demeure jusqu'en 1957.
En 1961, le général Martial Valin, remet à la résistante et chanteuse Joséphine Baker, les insignes de la Légion d’honneur et la Croix de guerre avec palme.
Martial Valin meurt le 19 septembre 1980 à Neuilly-sur-Seine, dans les Hauts-de-Seine, à la Fondation Galignani. Ses funérailles ont lieu dans la cour d'honneur de l’hôtel des Invalides. Il est inhumé dans sa ville de naissance, au cimetière de Louyat à Limoges.

## Grades
- 15 juin 1940 : lieutenant-colonel.
- 10 avril 1941 : colonel à titre temporaire.
- 12 août 1941 : général de brigade aérienne à titre temporaire.
- 15 mars 1942 : colonel (reste général de brigade aérienne à titre temporaire).
- 9 octobre 1942 : général de brigade aérienne.
- 25 mars 1944 : général de division aérienne à titre temporaire.
- 31 octobre 1944 : général de division aérienne.
- 25 janvier 1945 : rang de commandant de corps aérien et appellation de général de corps aérien à titre temporaire.
- 8 avril 1947 : rang de commandant de corps aérien et appellation de général de corps d'armée aérienne.
- 6 octobre 1950 : rang de commandant d'armée aérienne et appellation de général d'armée aérienne.
- 14 mai 1954 : rang de commandant d'armée aérienne et appellation de général d'armée aérienne maintenu en activité sans limite d'âge.

## Décorations
|  |  |  |
|  |  |  |
|  |  |  |
|  |  |  |
|  |  |  |
|  |  |  |
|  |  |  |
|  |  |  |

### Décorations françaises
- Grand-croix de la Légion d'honneur le 30 juin 1949[1]
  -  Grand officier de la Légion d'honneur le 27 février 1946
  -  Commandeur de la Légion d'honneur le 30 décembre 1944
  -  Officier de la Légion d'honneur le 28 novembre 1941
  -  Chevalier de la Légion d'honneur le 11 juillet 1931
- Compagnon de la Libération par décret du 7 juillet 1945[1]
- Croix de guerre 1914–1918
- Croix de guerre 1939–1945 (4 citations)
- Médaille de la Résistance française avec rosette par décret du 31 mars 1947[4]
- Officier de l'ordre des Palmes académiques
- Croix du combattant volontaire de la guerre de 1939–1945
- Médaille de l'Aéronautique
- Croix du combattant
- Médaille coloniale avec agrafe « Maroc 1925 ».
- Médaille interalliée de la Victoire
- Médaille commémorative de la guerre 1914–1918
- Médaille commémorative des services volontaires dans la France libre
- Médaille commémorative française de la guerre 1939–1945

### Principales décorations étrangères
- Commandeur en chef de la Légion du Mérite (États-Unis)
- Ordre du Bain (Royaume-Uni)
- Ordre de l'Amitié des peuples (URSS)
- Commandeur de l'ordre de Léopold (Belgique)
- Croix de guerre (Belgique)
- Croix de guerre (Belgique)
- Croix de guerre 1939-1945 (Tchécoslovaquie)
- Grand-croix de l'ordre de l'Étoile d'Anjouan (Comores)
- Grand-croix de l'ordre de l'Étoile noire (Bénin)
- Grand-croix de l'ordre du Nichan Iftikhar
- Grand officier de l'ordre du Ouissam alaouite (Maroc)

## Hommages
- Boulevard du Général-Martial-Valin à Paris (une partie du boulevard Victor sur les Maréchaux, renommé ainsi en 1987)
- Quelques autres villes ont nommé une voie publique en sa mémoire dont Limoges, sa ville natale, avec une avenue du Général-Valin, Feytiat, une commune de la banlieue limougeaude, avec une avenue Martial-Valin et Chartres avec une allée du Général Martial-Valin.
- La promotion 2013 de l'École de l'air de Salon-de-Provence porte son nom.
- Un des bâtiments de la BA 701 de Salon-de-Provence porte son nom.